# Скаути проти зомбі
«Скаути проти зомбі» (англ. Scouts Guide to the Zombie Apocalypse) — американський комедійний фільм жахів 2015 року режисера Крістофера Лендона.

## Сюжет

### Пролог
Дія фільму починається вночі в лабораторії компанії Biotine, де працює недбайливий прибиральник Рон. Опинившись в лабораторії, він випадково оживляє чоловіка зі шкірою дивного кольору, який вбиває його, перетворюючи в зомбі. Потім Рон кусає співробітника лабораторії.

### Зав'язка
Троє друзів живуть в невеликому американському містечку і входять до загону бойскаутів, який очолює старший бойскаут Роджерс. Ввечері скауту Оггі належить отримати найвищу нагороду скаутів — Значок Кондора. Церемонія повинна пройти ввечері в лісі. Бен і Картер давно збираються піти з бойскаутів, але не можуть підвести друга. Під час розмови про те, що їм пора піти з бойскаутів, вони збивають оленя. Коли друзі змінюють колесо, повз проїжджає машина з сестрою Картера Кендалл і її друзями, які запрошують бойскаутів на секретну вечірку старшокласників. Тим часом збитий олень таємничим чином зникає. Коли скаути (в обхід закону про продаж спиртного неповнолітнім) намагаються купити пиво в магазині, то знайомляться зі спокусливою Деніз, яка працює в місцевому стрипклубі. Тим часом Оггі вирушає до лісу, щоб отаборитися.

### Зомбі-апокаліпсис: початок
Старший бойскаут Роджерс по шляху до табору спочатку знаходить пропуск співробітника Biotione, а потім зустрічає оленя-зомбі (збитого бойскаутами), який намагається перегризти йому горло. Бойскаут вбиває оленя, встромивши йому ніж у очей, але стає жертвою зомбі з лабораторії.
У лісовому таборі бойскаути лягають спати, але Картер підмовляє Бена вирушити на вечірку старшокласників. Коли друзі сідають в машину, то бачать Оггі, який здогадався про «зраду». Ображений Оггі йде, а Бен і Картер їдуть в місто. Вони звертають увагу на те, що в п'ятницю ввечері місто напрочуд порожнє. Картер бачить, що біля дверей стрип-клубу немає охоронця і запрошує приятеля зайти.
У клубі на них нападають зомбі-стриптизерка і зомбі-охоронець. Картер справляється з стриптизеркою, встромивши їй пляшку в голову, а Деніз вбиває охоронця з дробовика. В цей час Оггі відвідує будинок старшого бойскаута Роджерса, де на нього нападає колишній скаут, який став зомбі. Оггі підпалює Роджерса і прив'язує його до стільця.

### Четверо проти армії зомбі
Бен, Картер і Деніз вирушають до поліційної дільниці, де бачать оголошення про те, що місто евакуйоване. Вони намагаються виїхати, але армія зомбі заганяє їх у відділок, де вони замикаються в тюремній камері. При цьому ключа у них немає. Несподівано зомбі йдуть, приваблені гучною музикою на вулиці. Бен намагається врятувати друзів, зробивши вудку з швабри і презервативів, щоб дістати на стіні ключ. Йому це майже вдається: вбігає Оггі незграбним рухом ноги закидає ключі в стік каналізації. Однак Оггі зумів зламати замок складаним ножем.
Йдучи пішки з міста, друзі зустрічають зомбі-фаната Брітні Спірс, якого вбиває капрал Рівс. Рівс пересувається по місту на військовому джипі і шукає тих, хто вижив. Хлопці повідомляють йому про те, що в місті ще залишилися старшокласники, які вирушили на секретну вечірку. Однак, коли рятувальники приїжджають за вказаною адресою, то опиняються на сміттєпереробному заводі (оскільки друзі Кендалл дали їм невірні координати). Тим часом укушений капрал перетворюється на зомбі і нападає на Деніз. Друзі розправляються з ним і вирішують як бути далі. По військовому радіо вони чують про те, що через 2 години місто накриють бомбардуванням.
Картер каже, що їм доведеться повернутися в місто і знайти щоденник його сестри, де може бути вказівка на місце проведення вечірки. Друзі вирушають до будинку Картера і розпочинають пошуки. Поки Картер і Оггі розправляються з зомбі-сусідкою міс Філдер на першому поверсі, між Беном і Денис відбувається романтична сцена, під час якої дівчина показує йому, як треба цілуватися. Коли на будинок нападає натовп зомбі, скаути і Деніз рятуються, перестрибнувши на батуті через паркан. При цьому Бен встигає знайти щоденник Кендалл. За парканом, в будинку міс Філдер скаутів зустрічає зграя зомбі-кішок. Виїхавши з міста, група розділяється. Деніз на мотоциклі вирушає до військових за підмогою, а скаути вирушають на вечірку, зайшовши по дорозі в будівельний гіпермаркет і озброївшись хто чим.

### Вечірка старшокласників
Вечірка старшокласників в самому розпалі. Тим часом Кендалл не розуміє, де її брат і свариться зі своїм приятелем Джеффом через те, що він дав Картеру неправильні координати. На вечірці з'являються зомбі і починається хаос. Кендалл біжить до виходу, відкриває двері, але бачить там лише натовп зомбі, які прийшли з міста.
Тут біля іншого входу з'являються троє друзів скаутів, які починають вбивати зомбі. Бен розправляється з зомбі Джеффом і рятує Кендалл.
Коли у скаутів закінчуються запаси, вони виводять школярів з будівлі, а самі відволікають зомбі на себе. Добігши до спортзалу, вони розуміють, що іншого виходу з кімнати немає. Оггі пропонує підірвати себе і всіх зомбі з допомогою створеної ним бомби, але тут в сміттєпроводі з'являється Деніз, яка показує їм вихід. Спустившись вниз, скаути бачать великий вибух, а також свого колишнього старшого скаута. Поки вони шукають, чим би вбити зомбі, йому під ноги падає граната: це на допомогу прибули військові.

### Епілог
У фіналі фільму евакуйовані жителі міста знаходяться на військовій базі. Деніз підштовхує Бена в сторону Кендалл, школярі йдуть назустріч один одному, Бен цілує Кендалл. «Хто ти такий?» — питає його дівчина. «Я просто скаут», — відповідає Бен. Картер жартома каже Оггі, що тепер йому доведеться переспати з матір'ю Бена. У сцені після титрів показують відірвану вибухом голову старшого скаута Роджерса, яка говорить глядачам «кінець».

## У ролях
| Актор               | Роль                     |
| ------------------- | ------------------------ |
| Тай Шерідан         | Бен Гуді                 |
| Логан Міллер        | Картер Грант             |
| Джоуї Морган        | Оггі Фостер              |
| Сара Дюмон          | Деніз Руссо              |
| Девід Кокнер        | старший бойскаут Роджерс |
| Гелстон Сейдж       | Кендалл Грант            |
| Патрік Шварценеггер | Джефф                    |
| Клоріс Лічмен       | місс Філдер              |
| Сара Малакул Лейн   | Бет Деніельс             |